# Reachin' (A New Refutation of Time and Space)
Albums de Digable Planets
Blowout Comb
(1994)
Singles
1. Rebirth of Slick (Cool Like Dat)
Sortie : Novembre 1992
2. Where I'm From
Sortie : Avril 1993
3. Nickel Bags
Sortie : 26 août 1993

Reachin' (A New Refutation of Time and Space) est le premier album studio des Digable Planets, sorti le 9 février 1993.
L'album, qui s'est classé 5e au Top R&B/Hip-Hop Albums et 15e au Billboard 200, a été certifié disque d'or par la RIAA le 24 mars 1993.
Le single Rebirth of Slick a reçu le Grammy Award de la « meilleure performance rap d'un duo ou d'un groupe » en 1994.

## Liste des titres
| No  | Titre                              | Contient un (des) sample(s) de                                                                                                | Durée |
| --- | ---------------------------------- | --- | ----- |
| 1.  | It's Good to Be Here               | Samba De Orpheus de Grant Green Rain Dance d'Herbie Hancock What's Going On de Marvin Gaye                                    | 5:06  |
| 2.  | Pacifics                           | Devika (Goddess) de Lonnie Liston Smith Take the Country to N.Y. City d'Hamilton Bohannon                                     | 4:31  |
| 3.  | Where I'm From                     | Ain't Nothin' Wrong de KC & the Sunshine Band Funky Drummer de James Brown                                                    | 4:35  |
| 4.  | What Cool Breezes Do               | Superfluous d'Eddie Harris Mystique Blues des Crusaders                                                                       | 3:22  |
| 5.  | Time & Space (A New Refutation of) | Mambo Bounce de Sonny Rollins and the Modern Jazz Quartet                                                                     | 3:33  |
| 6.  | Rebirth of Slick (Cool Like Dat)   | Stretching d'Art Blakey and the Jazz Messengers Blow Your Head de Fred Wesley and The J.B.'s Foodstamps de The 24-Carat Black | 4:19  |
| 7.  | Last of the Spiddyocks             | Impeach the President des Honey Drippers                                                                                      | 4:28  |
| 8.  | Jimmi Diggin' Cats                 | Summer Madness de Kool & The Gang                                                                                             | 3:42  |
| 9.  | La Femme Fétal                     | O.D. de Jimi Hendrix, Lightnin' Rod et Buddy Miles Sport de Lightnin' Rod featuring Kool & The Gang                           | 4:35  |
| 10. | Escapism (Gettin' Free)            | Watermelon Man d'Herbie Hancock Lilies of the Nile des Crusaders Black Is Chant des Last Poets                                | 3:22  |
| 11. | Appointment at the Fat Clinic      | | 2:58  |
| 12. | Nickel Bags                        | Push Push d'Herbie Mann Give Me Your Love (Love Song) de Curtis Mayfield Easin' In d'Edwin Starr                              | 3:19  |
| 13. | Swoon Units                        | Black Satin Amazon Fire Engine Cry Baby de Gylan Kain They Don't See d'Earth, Wind & Fire Lady Marmalade de LaBelle           | 4:00  |
| 14. | Examination of What                | Listen and You'll See des Crusaders                                                                                           | 4:45  |